# أحمد محمد الخطيب
أحمد محمد الخطيب (1927، مدينة الكويت - 6 مارس 2022، مدينة الكويت)؛ سياسي قومي عربي وطبيب كويتي، وهو نائب سابق في مجلس الأمة الكويتي ونائب رئيس المجلس التأسيسي الكويتي، وأحد كتبة الدستور الكويتي، وأول كويتي حاصل على شهادة الطب البشري في تاريخ الكويت الحديث، وقد شغل رئاسة لجنة أطباء أمير دولة الكويت الراحل الشيخ عبد الله السالم الصباح. أسس الخطيب في عام 1952، أثناء دراسته في لبنان حركة القوميين العرب مع مجموعة من زملائه القوميين في الجامعة الأمريكية في بيروت.

## الولادة والنشأة
ولد أحمد الخطيب في عام 1927، في منطقة الدهلة حيث يقع سوق واجف في مدينة الكويت، لمحمد الخطيب الذي أنجب ثلاثة أبناء، كان أحمد ثالث الثلاثة بعد جاسم وعقاب، والأخير أصبح فيما بعد من رواد الحركة المسرحية في الكويت.
بدأ أحمد الخطيب دراسته في سن السابعة، فسُجّل أول مرة في المدرسة المباركية، إلا إنه لم يمكث فيها سوى نصف يوم لينتقل منها إلى مدرسة العنجري التي كانت تُدرِّس على طريقة «الكتاتيب»، وقد تعلم الخطيب فيها القرآن ومبادئ القراءة والحساب، ثم التحق بعدها في عام 1936 بالمدرسة الأحمدية وبعدها بعام بالمدرسة القبلية إلى أن عاد في عام 1938 إلى المدرسة المباركية التي بقي فيها لمدة ثلاث سنوات دراسية حيث تركها قبل أن ينهي المرحلة الأولى من الثانوية ليسافر إلى بيروت في فبراير من عام 1942 لدراسة الطب في الجامعة الأمريكية·
وحول كيفية بداية دراسته في بيروت يقول د· الخطيب: «في البداية أجري لي اختبار شامل ثم أخذت دروس تقوية باللغة الإنجليزية وعلى ضوء النتائج التي حصلت عليها وضعوني في الصف الثاني الثانوي وخلال سنتين ونصف اجتزت المرحلة الثانوية»· ويضيف قائلًا: «بدأت الدراسة الجامعية في العام الدراسي 44/1945 ودرست ثماني سنوات منها أربعة سنوات لدراسة العلوم الطبية وأربع سنوات أخرى لنيل الدكتوراه وتخرجت عام 1952 بتخصص طب عام وجراحة وعملت مباشرة في المستشفى الأميري لمدة عام ونصف ثم ذهبت في دورة إلى لندن لمدة ستة أشهر لدراسة أمراض المناطق الحارة وعدت إلى الكويت عام 1954 وعملت بالأميري حتى عام 1957 حيث قدمت استقالتي وبدأت العمل في عيادتي الخاصة»·

## حياته السياسية
شكّل في بيروت مع زملائه في الجامعة الأمريكية، جورج حبش، ووديع حداد، وهاني الهندي حركة القوميين العرب في عام 1952، ثم عاد إلى الكويت في منتصف الخمسينيات وعمل طبيبًا في المستشفى الأميري.
كان له دور بارز في عام 1961 عندما طالب الرئيس العراقي الراحل عبد الكريم قاسم بضم الكويت إلى العراق فسافر الخطيب حينها إلى مصر ليستثمر علاقته الجيدة مع الرئيس جمال عبد الناصر، وعندما التقى الخطيب بعبد الناصر تعهد الأخير بحماية الكويت والذود عنها.
بعد حصول الكويت على الاستقلال عام 1961 قرر أمير الكويت آنذاك الشيخ عبد الله السالم الصباح أن يؤسس نظامًا ديمقراطيًا يشترك فيه الشعب بالحكم، وكانت البداية برغبة من الأمير بوضع دستور دائم للكويت، وكي يكون الدستور نابعًا من الشعب تقرر عمل انتخابات لاختيار ممثلين من الشعب يصيغون الدستور الدائم للكويت، وفي يوم 26 أغسطس 1961 أصدر الشيخ عبد الله السالم الصباح مرسوم أميري تحت رقم 22 لسنة 1961 يقضي بإجراء انتخابات للمجلس التأسيسي وذلك لإقامة نظام ديمقراطي.
خاض أول انتخابات المجلس التأسيسي عن الدائرة الثالثة وحاز على المركز الأول وحصل على 360 صوت وبعد ذلك ترشح لمنصب نائب رئيس المجلس التأسيسي وحصل عليه، انتخابات مجلس الأمة الكويتي 1963 في الدائرة الثامنة، وحصل على 937 صوت وحل بالمركز الأول وفاز بالانتخابات  وفي يوم 7 ديسمبر 1965 قدّم استقالته من المجلس بسبب إقرار قوانين تقيد من الحريات ، وشارك في انتخابات مجلس الأمة الكويتي 1967 في الدائرة الثامنة وحصل على 235 صوت وحلَّ بالمركز السادس وخسر بالانتخابات ، شارك في انتخابات مجلس الأمة الكويتي 1971 في الدائرة الثامنة، وحصل على 769 صوت وحلَّ بالمركز الأول وفاز بالانتخابات ، وشارك في انتخابات مجلس الأمة الكويتي 1975 في الدائرة الثامنة وحصل على 863 صوت وحلَّ بالمركز الثالث وفاز بالانتخابات ، وشارك في انتخابات مجلس الأمة الكويتي 1981 في الدائرة التاسعة وحصل على 386 صوت وحلَّ بالمركز الثالث وخسر بالانتخابات  وشارك في انتخابات مجلس الأمة الكويتي 1985 في الدائرة التاسعة، وحصل على 754 صوت وحلَّ بالمركز الثاني وفاز بالانتخابات ، وشارك في انتخابات مجلس الأمة الكويتي 1992 في الدائرة التاسعة وحصل على 886 صوت وحلَّ بالمركز الثاني وفاز بالانتخابات.
واعتزل العمل البرلماني عام 1996 هو ورفيق دربه جاسم القطامي بسبب الأوضاع السياسية وانتشار الفساد وإعطاء الفرصة للشباب لتصحيح الأوضاع.

## وفاته
توفي أحمد الخطيب، مساء يوم الأحد 6 مارس 2022 الموافق 3 شعبان 1443 هـ عن عمر ناهز 95 عامًا.